# Починок (Чернышихинский сельсовет)
Починок — деревня в Кстовском районе Нижегородской области. Входит в состав Чернышихинского сельсовета.
Деревня расположена в 65 км к югу-востоку от Нижнего Новгорода.
В Починке осталось 12 домов.
В 2024 году преобразована в село

## Население
| 2002 | 2010 |
| ---- | ---- |
| 5    | ↘3   |